# Залізна Вода
«Залі́зна Вода́» — парк у Сихівському районі Львова, пам'ятка садово-паркового мистецтва місцевого значення (з 1984 р.). Розташований між вулицями Стуса, Тернопільською, Кибальчича, Мишуги, Ярославенка та Мушака, між місцевостями Новий Львів та Снопків.
Загальна площа парку 19,5 га.
Тут, серед західних схилів Львівського плато, неподалік від парку бере початок річка Полтва. На території парку можна бачити виходи мергелів, що є причиною існування численних джерел. Назва парку походить від значного вмісту заліза в джерелах, що витікають тут.

## Історія

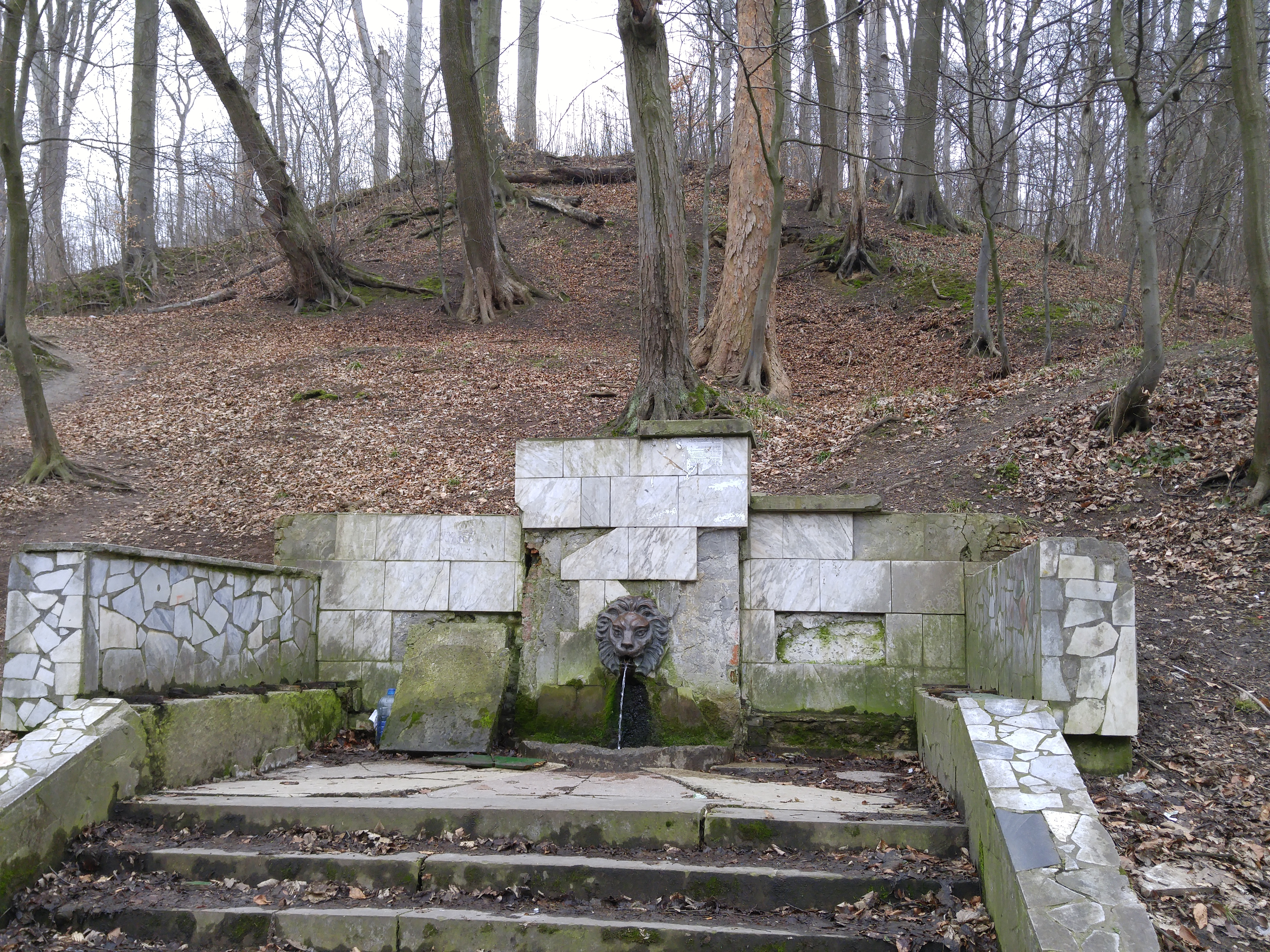
Паркове джерело «Залізна Вода» у XIX столітті облаштоване бюветом. Форма «Паща лева», облицювання та підхід по сходах з'явились на початку 1980-х).

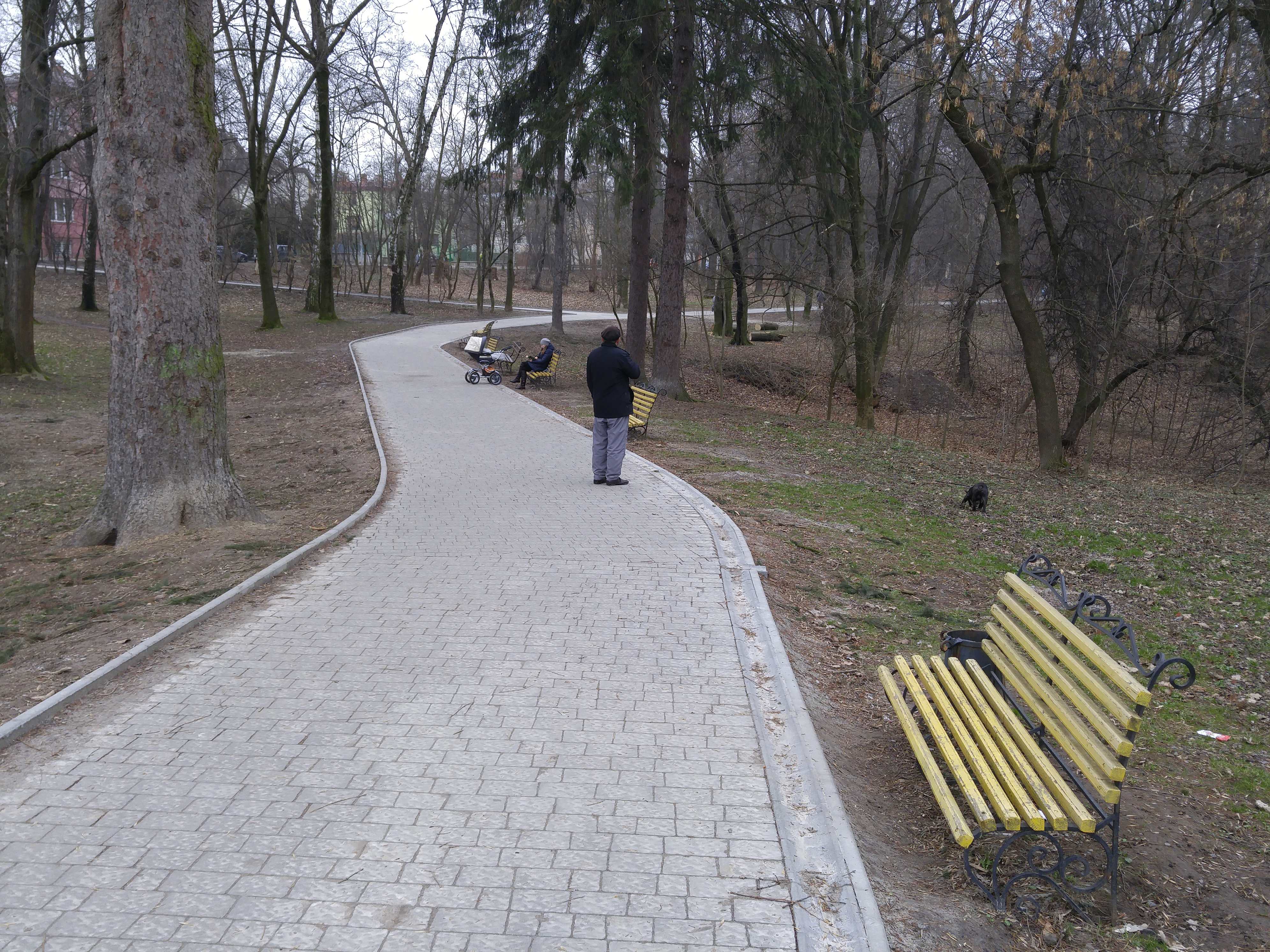
головна алея

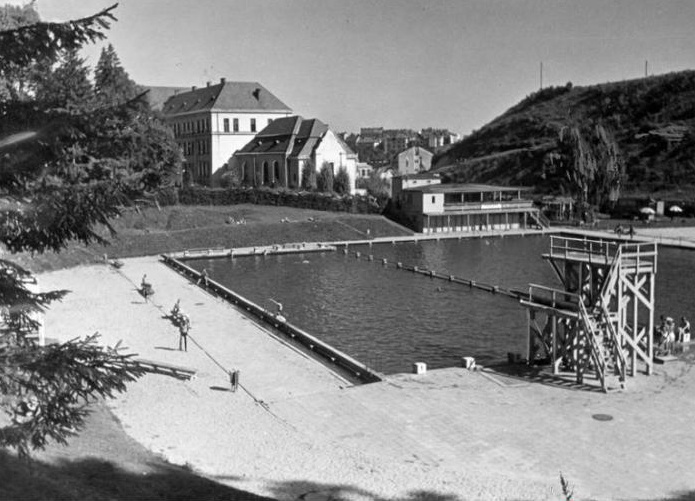
Басейн «На Залізних Водах». Ріг вулиць Мушака та Стуса (світлина 1934—1939 років)

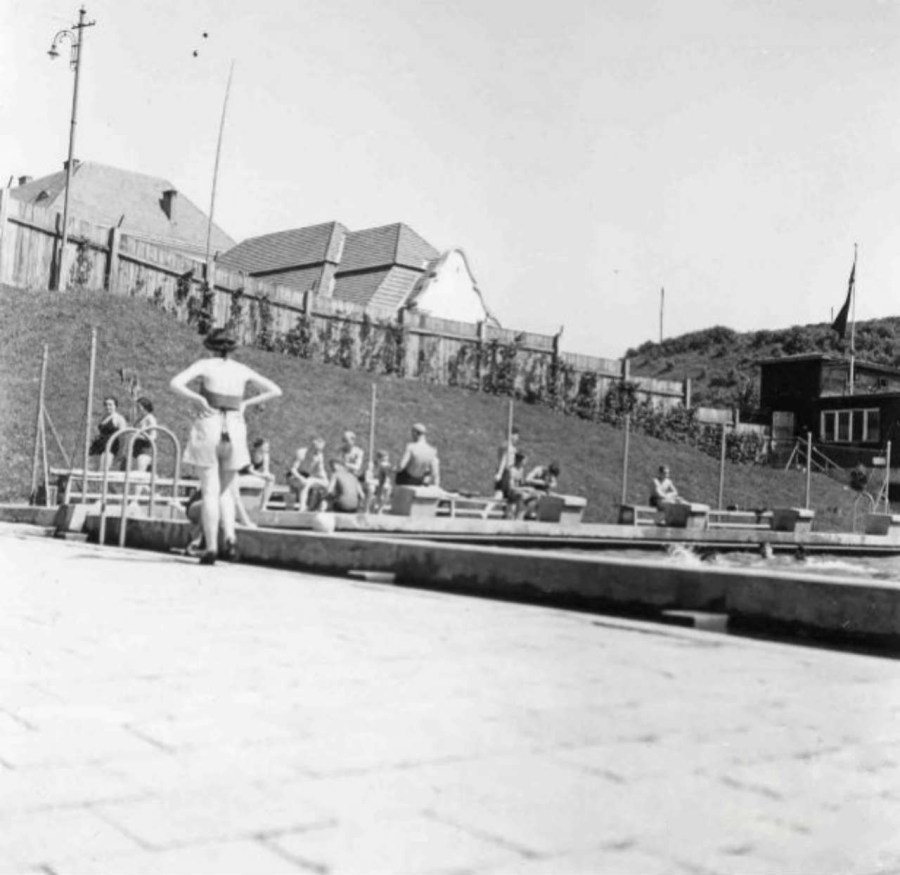
На «Залізних водах» у Львові. Ріг вулиць Мушака та Стуса (світлина 1934—1939 років)

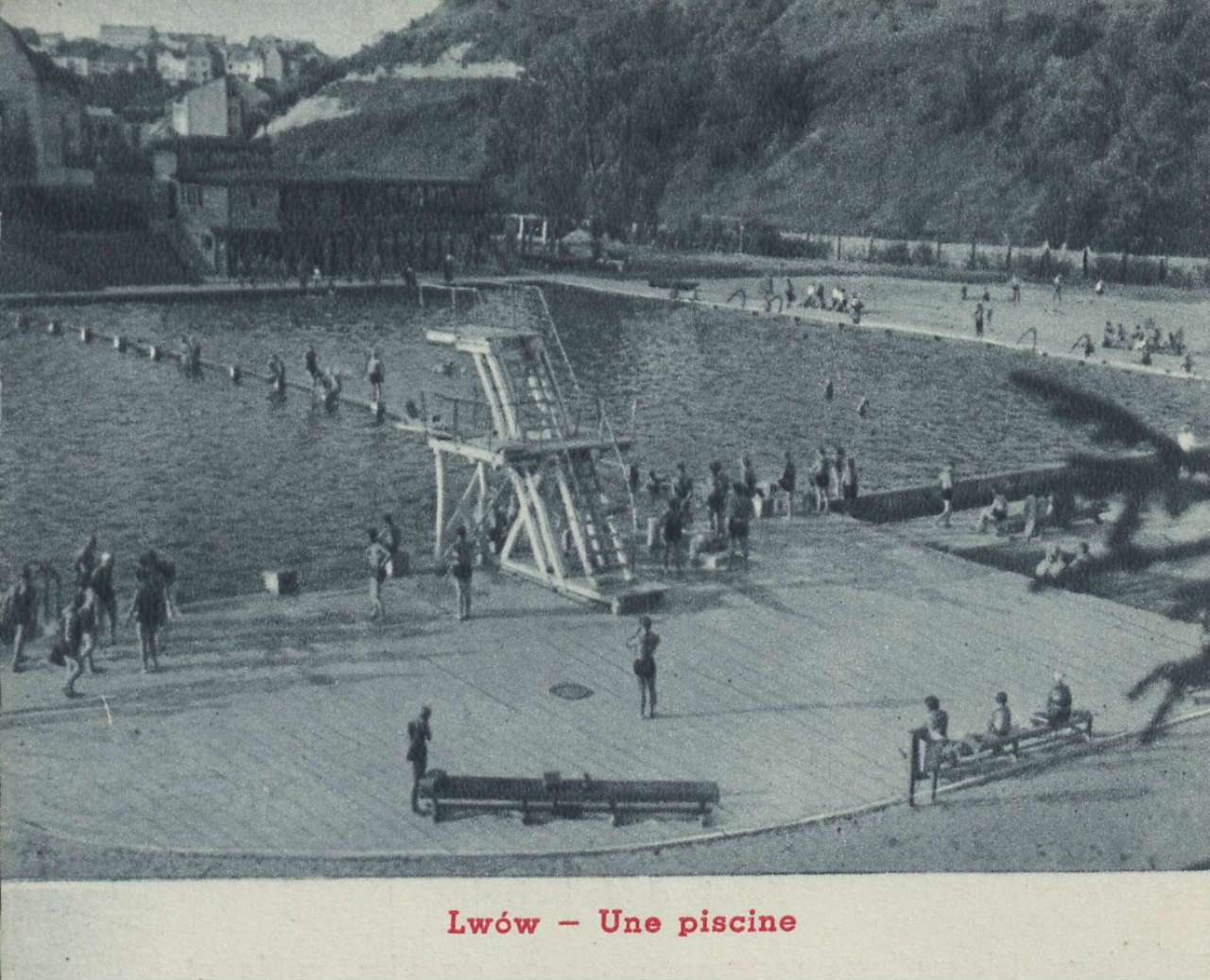
Басейн «Залізна вода». Ріг вулиць Мушака та Стуса (поштівка 1934—1939 років)

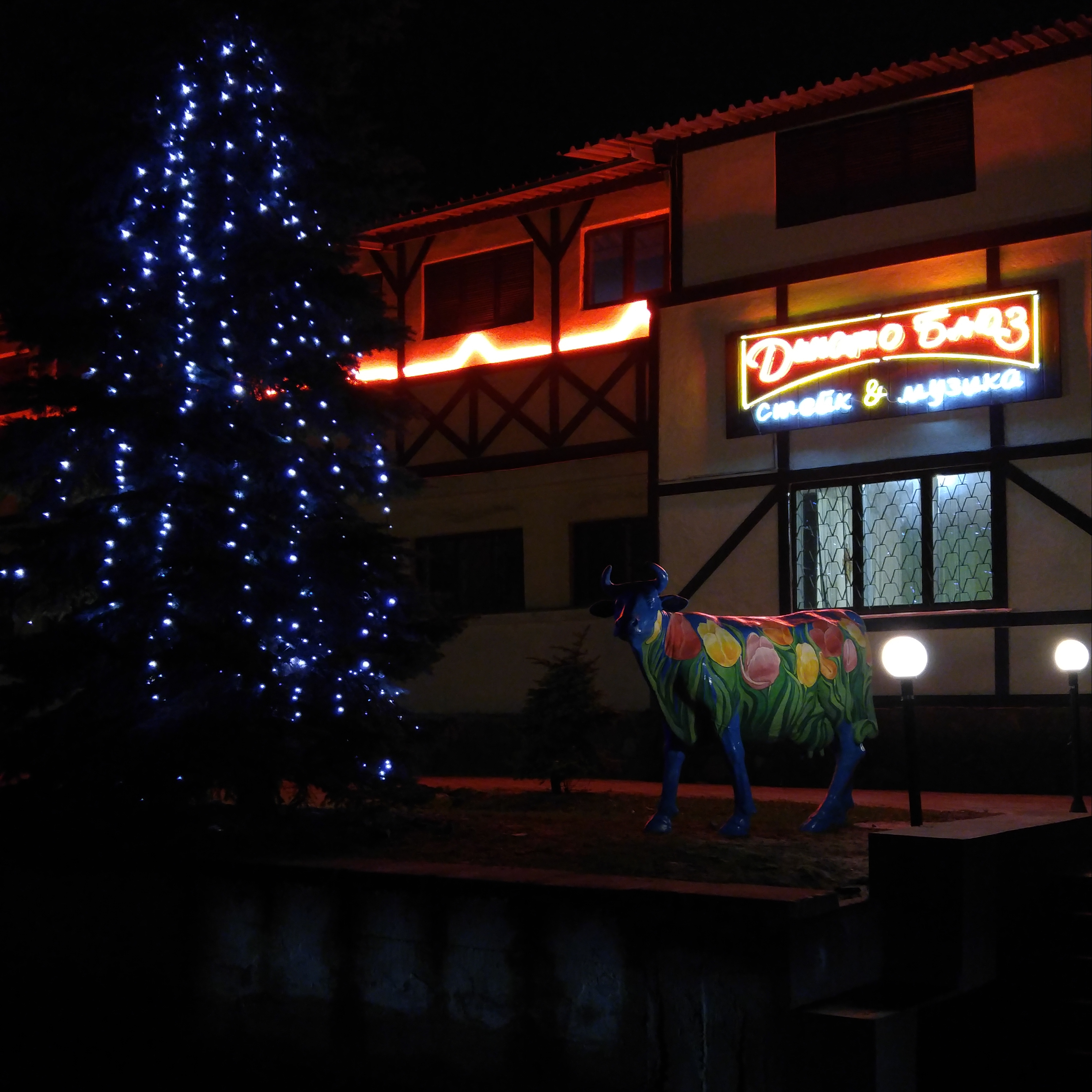
Скульптура «Музична Корова» біля входу ресторації «Динамо Блюз» на межі парку і колишнього басейну «Залізна Вода», корчми. Ріг вулиць Мушака та Стуса

Ще в 1830-х роках ця околиця була відпочинковим місцем для мешканців Львова. На нижній терасі, де багато джерел, у XIX столітті розташовувався став Камінського, корчма і німецький літній театр (1810—1824) Франца Краттера. Одне з джерел неподалік вулиці Ярославенка було облаштовано бюветом (спеціальною архітектурною спорудою) зі східцями, місце стало популярним і поступово буковий праліс почав стихійно перетворюватись на лісопарк. Тоді міська влада вирішила облаштувати тут парк. У 1910 році власником місцевості стає магістрат Львова, облаштування джерел та парку мало цілу низку суперечок, про що свідчить тогочасна преса. «…Вже довший час повторюються скарги на львівський магістрат, який занадто далеко заходить з браком турботи про здоров'я мешканців. Цього разу йдеться про справу водних купелей на свіжому повітрі. Гміна міста Львова вже чотири роки є власником ставка «на Залізній воді». Цей ставок давав можливість мешканцям нашого позбавленого річки міста приймати купелі; також треба визнати, що попередній приватний власник дбав про те, щоб у ставку панувала чистота, і часто очищав ставок. Від часу переходу ставка у власність гміни його не чистили ні разу; вода заросла водоростями, дно стало в'язким і замуленим. Для очищення ставка його слід було б спустити на кілька днів, і магістрат стверджує, що цього не можна зробити, тому що міські електростанції беруть звідти воду для промислових цілей. Однак фактом є те, що резервуар цих електростанцій може доставляти воду без доступу до ставка протягом восьми днів; такого часового проміжку з запасом вистачило б на очищення ставка».
На території парку спостерігається вихід мергелів, чим і зумовлена поява численних джерел, вода яких містить залізо, що й дало назву цій місцевості. Пізніше, на деякий час, парк отримав назву на честь першого президента II Речі Посполитої Габріеля Нарутовича, вбитого у 1923 році.
Парк був закладений відомим львівським садівником Арнольдом Рьорінгом у 1894—1905) роках, який намагався зберегти природний пейзаж лісу. На верхній терасі парку «Залізна Вода» було заплановано створити функціональний оздоровчий «парк Йордана», від імені краківського лікаря Генрика Йордана, який започаткував такі парки у Кракові в 1888 року для ігор, забав, занять спортом і патріотичного виховання дітей та молоді. Проте, на відведеній під парк території в 1928 році між вулицями Цешинською (тепер вулиця Тернопільська) та Святої Софії (тепер вулиця Ярославенка) під керівництвом архітектора Тадеуша Врубеля було розпочато будівництво дільниці вілл у стилі функціоналізму. Однак, на початку 1980-х років на східному крилі (примикає до вул. Тернопільської) було заасфальтовано бігову доріжку «Стежина здоров'я» та встановлено кілька дерев'яно-металевих спортивних конструкцій, лавки, що власними силами облаштував ЖЕК-івський (Новий Львів) тренер з боксу Мирон Муха.
Поряд межі вулиці Мишуги збереглися залишки невеличкого фонтану зі скульптурними формами у вигляді жаб. Біля джерела початку річки Полтви була встановлена скульптура оленя, а у радянські часи ближче до входу у парк з'явилася скульптура дівчини з козулею. В цих місцях мешканці влаштовують сухопутній пляж на траві. У кризові часи водопостачання навколишніх мікрорайонів біля джерел вишиковувались черги мешканців з відрами по воду, а одне з джерел біля вул. Тернопільської було перетворено на ручну водокачку.
Іван Крип'якевич, повторюючи інформацію Францішека Яворського, пише: «Вулицею Зибликевича (частина сучасної Франка) й Дверніцького (Свєнціцького) доходимо до Залізної Води, над ставком, який творить притока Сороки. Залізна Вода стала місцем прогульок від 1830-х pp. Львів'яни мандрували туди не раз раненько із дітьми й харчами, клалися таборами по полянах у лісі й верталися пізнім вечором до міста». 
Протягом 1933—1934 років, завдяки дотації Фондації Праці та коштам громади міста Львова, на місці ставу Камінського постає багатофункціональний міський басейн, його будова коштувала 201 000 злотих. Рекреаційно-відпочинковий комплекс складався з кількох частин. Тут були: спортивний басейн розміром 18×50 метрів (його найбільша глибина складала 3,5 м.) із трампліном з висотами у 1,50 м; 3,5 м; 5 м; купальний басейн 55 на 45 метрів, глибиною від 70 см до 1,20 см; дитячий басейн — частина загального купального басейна площею 150 квадратних метрів. Для наповнення басейнів частково користувалися джерельною водою з парку «Залізна вода» та давніх снопківських джерел… Після другої світової війни колишній басейн, та дільниця загалом, переживають занепад… Лише у 1950-х роках радянська влада звернула увагу на її вигідне розташування та потенціал, тут влаштовано, добудовано спортивний комплекс «Динамо». Трохи далі, поряд джерела «Залізна Вода» та паралельно до межевої частини вулиці Мушака, на території парку збудовано велику теплицю.
За радянських повоєнних часів біля алей та в головній парковій альтанці встановлено освітлювальні ліхтарі. На зламі XX—XXI століть почавши від входу у парк від вулиці Стуса встановлено сучасну лінію освітлювальних ліхтарів у напрямі вулиці Тернопільської та вглиб парку.
На території парку у будівлі біля дитячого садку, що захопив частину парку при розбудові, у 1980-х роках містилося управління господарством парку. Раніше там була стайня, а з 1990-х й до середини 2010-х років біля закинутої будівлі за кущами постійно чергував автомобіль з п'ятьма міліціянтами. У 1990-х роках періодичні великі потоки води на крутій алеї від входу з вулиці Мушака, що утворювалися після сильних дощових злив, значно зруйнували алею утворивши непрохідні вирви, міська влада в ті часи була безгосподарна, корумпована, не займалася облаштуванням парку, але один з мешканців взявся добровільно, самотужки поступово з року в рік загатити вирви, використовуючи природні матеріали парку (деревний сухостій, повалені дерева, глину, каміння, тощо).
Головна алея закінчується великою овальною альтанкою з клумбами біля спорткомплексу-басейну «Динамо», з нововстановленими у 2012 році додатковими кованими лавками та урнами. На алеї розмите оранжево-червоне цегляне покриття літом 2015 року значною мірою замінено сірою хідниковою бруківкою, розпочато генеральне відновлення алей та альтанок парку.
З квітня 2021 року в північній частині парку на території колишнього квіткового господарства розпочато створення громадського простору міського садівництва та городництва «Розсадник», метою якого є популяризація природоорієнтованих рішень, вирощування продукції в місті та дружнього до довкілля способу життя. Ініціаторами створення простору є громадські організації «Плато» та «Екотерра», які реалізують проєкт на волонтерських засадах за підтримки міської ради та з залученням грантових коштів. До розбудови простору та подій у ньому долучаються люди всіх вікових груп, зокрема, мешканці Львова та внутрішньо-переміщені особи.
2022 року у парку «Залізна вода» відреставрували скульптуру дівчини з косулею, яка належить до спадщини Львівської експериментальної кераміко-скульптурної фабрики та оновили фруктовий сад. Роботи над відновленням тривали з серпня 2022 року, реставрація обійшлася у 50 тисяч гривень. З міського бюджету на це коштів не виділяли, роботу майстрам оплатили з фонду парку «Залізна вода». Скульптура дівчини з косулею є першим прикладом реставрації паркової скульптури ЛКСФ у Львові.

## Флора
Рослинність: бук, сосна, кедр, дуб, береза, тополя, верба, ясень, клен, горіх волоський, акація, декоративні дерева та чагарники. Тут також росте старий яблуневий сад на місці колишніх поселень.